# Sahasrara

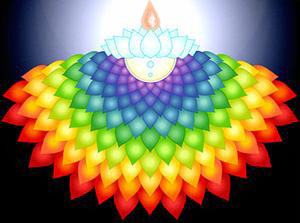
Het zevende chakra Sahasrara, voorgesteld met een kroon en duizend bloembladen, wordt in de oosterse culturen gezien als het opperste centrum in het contact met god.

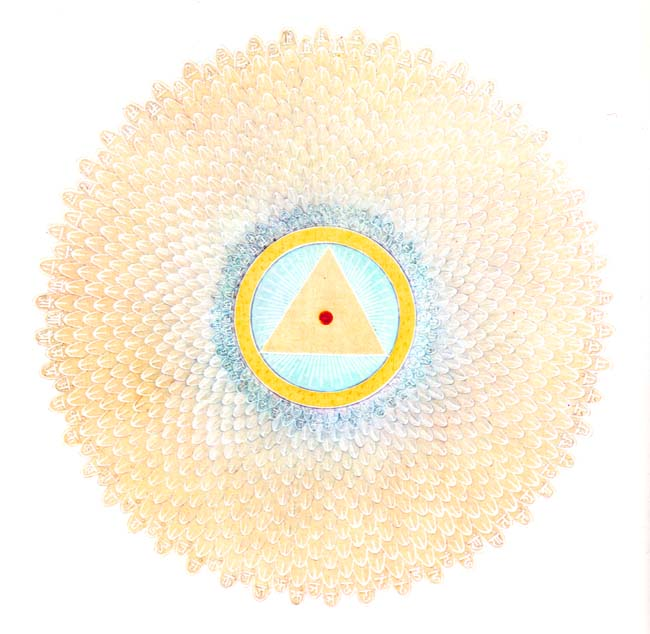
De heilige lotus met duizend bloembladen.

Sahasrara (सहस्रार) is Sanskriet voor duizendvoudig en is het zevende chakra volgens de tradities binnen het hindoeïsme en yoga, waarbinnen chakra's lichamelijke, emotionele en spirituele componenten bevatten.
Volgens het Tantrisme (Shaktisme) zijn er acht in plaats van zeven chakra's en hierin is Sahasrara het achtste chakra en is Bindu een extra, zevende chakra.
Sahasrara bevindt zich boven de kruin en hangt samen met spiritualiteit en verlichting.

## Spirituele betekenis

### Lichamelijk
De kruinchakra wordt geassocieerd met een uitwerking op het gehele organisme. Is de energie in deze chakra te zwak, dan zouden er chronische ziekten, zenuwaandoeningen en levensbedreigende ziekten ontstaan, waarbij de meest voorkomende problemen zich uiten als hoofdpijn, verwardheid, vergeetachtigheid, slaapstoornissen en depressiviteit.

### Emotioneel
Dit chakra heeft te maken met het hoger bewustzijn. Een geopende zevende chakra zou een gevoel van diepe vrede en harmonie veroorzaken, voorbij de dualiteit, wat dan weer leidt tot ervaringen van totaal geluk en verbinding met een werkelijkheid die voorbij het denken ligt. De energie van dit chakra zou er toe kunnen leiden dat men de Mahatma, 'de grote ziel', bereikt.

### Symbolisch
Sahasrara wordt geassocieerd met de volgende symbolen:
- Goden: Kundalini Shakti en Shiva
- Element: geen
- Kleuren: wit, violet, goud
- Dier: slang (Kundalin)
- Lichaamsdelen: hersenschors, het gehele organisme
- Planeet: Neptunus

## Brahmarandhra
Brahmarandhra ('grot van Brahma', Sahasrara of 'tiende poort'), een 'eivormige plek',  is het voornaamste centrum om van alle fysieke objecten kennis te verkrijgen. Het is als het ware het laboratorium van de jivatman (individuele purusha, ziel, geest) in de mens. De jivatman verblijft in citta in anandamaya kosha in het hart. Brahmarandhra is in de hersenen gelegen en bevat zeventien tattva's (principes), lichten: buddhi (intellect, rede, intuïtie), manas (denken, verstand), tien indriya's, 'subtiele zintuigen' en vijf tanmatra's (subtiele element). Buddhi heeft een eivormig vijnanamaya kosha (intellectomhulsel), manas een manomaya kosha (denkomhulsel) en samen vormen ze linga sarira of het 'astraallichaam'. De vijf tanmatra's vormen het pancatanmatras kosha (omhulsel van de vijf subtiele elementen). 
De indriya's lijken op 'glanzende edelstenen of druppels'. Er zijn vijf jnanendriyas (zintuigen van kennis) en vijf karmendriya's (zintuigen van handeling). Ze liggen besloten in de pancatanmatras kosha of pancatanmatramandala (de bol van de vijf tanmatra's). De jnanendriya's zijn: ogen, oren, huid, tong en neus; de karmendriya's zijn: spraak, handen, voeten, voortplantingsorgaan en organen van secretie. De subtiele zinnen stellen de grofstoffelijke organen in staat te functioneren. De grofstoffelijke organen zijn eigenlijk slechts de 'verblijfplaatsen' van de innerlijke zinnen of zintuigen. De subtiele zinnen in de hersenen zijn met 'zintuiglijke kanalen' verbonden met manas en buddhi in het hoofd en citta en ahamkára (eigenwaan, 'ik besef') in het hart.
Via het ruggenmerg in de ruggengraat is brahmarandhra met muladhara cakra (stuit chakra) verbonden. Brahmarandhra staat verbonden met het hele lichaam, omdat het 'grove fysieke lichaam' is doordrongen door het netwerk van zenuwen dat van het ruggenmerg uitgaat.

## Alternatieve namen
- Tantra's: Adhomukha Mahapadma, Amlana Padma, Dashashatadala Padma, Pankaja, Sahasrabja, Sahasrachchada Panikaja, Sahasradala, Sahasradala Adhomukha Padma, Sahasradala Padma, Sahasrapatra, Sahasrara, Sahasrara Ambuja, Sahasrara Mahapadma, Sahasrara Padma, Sahasrara Saroruha, Shiras Padma, Shuddha Padma, Wyoma, Wyomambhoja
- Veda's (latere Upanishads): Akasha Chakra, Kapalasamputa, Sahasradala, Sahasrara, Sahasrara Kamala (Pankaja or Padma), Sthana, Wyoma, Wyomambuja
- Purana's: Parama, Sahasradala, Sahasraparna Padma, Sahasrapatra, Sahasrara, Sahasrara Kamala (Parikaja or Padma), Shantyatita, Shantyatita Pada